# Зубков Дмитро Петрович
Дмитро Петрович Зубков (1911 , Сімейкине, Курська губернія  — січень 2006 , Киргизстан ) — старший агроном бурякорадгоспу імені Фрунзе Міністерства харчової промисловості СРСР, Кантський район, Киргизька РСР. Герой Соціалістичної Праці (1948). Депутат Верховної Ради Киргизької РСР. Лауреат Державної премії Киргизької РСР (1976).

## Біографія
Народився в 1911 році в селянській родині в селі Сімейкине.
Брав участь у німецько-радянській війні. Призваний до РСЧА в 1941 році. На фронті — з червня по грудень 1942 року. Старший лейтенант, командир стрілецької роти 563-го стрілецького полку 163-ї стрілецької дивізії Донського фронту. Двічі поранений (один раз — тяжко в руку).
Після поранення — старший агроном Новотроїцького цукрового заводу Кагановичського району Фрунзенської області Киргизької РСР.
Із 1946 року — старший агроном бурякорадгоспу імені Фрунзе Кантського району.
Застосовував передові агрономічні методи, в результаті чого в радгоспі значно зросла врожайність цукрових буряків. У 1947 році в радгоспі було зібрано в середньому з кожного гектара по 817 центнерів цукрового буряка. Указом Президії Верховної Ради СРСР від 8 травня 1948 року «за отримання високих врожаїв цукрових буряків у 1947 році» удостоєний звання Героя Соціалістичної Праці з врученням ордена Леніна та золотої медалі «Серп і Молот».
У 1954 році закінчив заочне відділення Всесоюзного сільськогосподарського інституту в Балашисі. Із 1959 року — директор Киргизької випробувальної станції автомобільного транспорту.
Обирався депутатом Верховної Ради Киргизької РСР (1965—1967).

## Нагороди
- 2 ордена Леніна
- 2 ордена Жовтневої Революції
- орден Вітчизняної війни I ступеня (1985)[1]
- орден «Знак Пошани»
- медаль «За відвагу» (1947)[2]